# Route nationale 40b
Pour les articles homonymes, voir Route nationale 40.
La route nationale 40B, ou RN 40B, était une route nationale française reliant Forest-Montiers à Rue. À la suite de la réforme de 1972, elle a été déclassée en RD 32.